# さいたま市立仲町小学校
さいたま市立仲町小学校（さいたましりつ なかちょうしょうがっこう）は、埼玉県さいたま市浦和区常盤八丁目にある公立小学校である。

## 規模
- 2014年度 - 生徒数24学級、788名
- 2019年度 - 生徒数35学級
- 2019年度 - 仲町小学校の増築校舎完成
- 2024年、校庭に仮設校舎が完成

## 沿革
- 1952年（昭和27年）4月1日 - 浦和市立仲町小学校が開校。当時は木造校舎であった。
- 1978年（昭和53年）9月9日 - 新校舎落成祝賀ならびに創立25周年記念祝賀式を行う。
- 2001年（平成13年）5月1日 - さいたま市成立に伴い、さいたま市立仲町小学校に改称。
- 2024年、校庭に仮設校舎が完成

## クラブ活動
- 屋外球技（外）
- 外遊び（外）
- バドミントン（体育館）
- 卓球（校内）
- バスケットボール（体育館）
- コンピュータ（校内）
- イラスト・まんが（校内）
- ダンス（校内）
- サイエンス（校内）
- 手作り（校内）
- 将棋（校内）
- 室内ゲーム（校内）
- 写真（校内）
- ピタゴラスイッチ（校内）
- 小説（校内）
- アート（校内）
- 推し活（校内）
- 演劇（校内）
- 音楽（校内）
- 料理（校内）

全20クラブ

## 委員会活動
- 代表委員会
- 放送委員会
- 保健委員会
- 運動委員会
- 給食委員会
- 美化環境委員会
- 掲示委員会
- 飼育委員会
- 図書委員会
- 栽培委員会
- 福祉委員会
- 安全委員会
- 新聞委員会

## 主な卒業生
- 鈴木絵美子（アーティスティックスイミング日本代表）

## アクセス
- 北浦和駅・南与野駅よりそれぞれ徒歩15分、浦和駅より徒歩20分。